# Miaray
Espèce
Miaray, Citrus miaray est un agrume du Nord de Mindanao, aux Philippines méridionales. Son fruit est légèrement plus gros qu'une lime tropicale, le jus est très acide. Il a une valeur ornementale. Il est peu diffusé et peu étudié.

## Dénomination
Citrus miaray Wester est décrit par Wester dans Philippines Agricultural Review no 10 (1917) comme une plante cultivée et nommé de son nom local Miarai (Bukidnon). Ce nom est adopté dans toutes les langues, chinois 米阿雷 (mǐ ā léi), japonais ミアライ (mia ra i).
Merrill (1922) sans argument probant le classe en C. aurantifolia Var. Miaray (Wester) comb. nov.  «Citrus miaray Wester, est ici  ramené à une variété de C. aurantifolia Swingle, c'est probablement un hybride entre C. aurantifolia et quelques autres espèces. Parmi les espèces de Wester, je n'ai vu que des spécimens avec de très jeunes fruits».
Citrus ×aurantium L. var. racemosa (Risso & Poit.) ined décrit par Risso sous le nom de Bigaradier à fruits en grappes est un fruit rond qui ne correspond pas à miaray. Les rares photos disponible de l'exemplaire de Riverside montrent qu'i ne s'agit pas d'un Citrus paradisi Macfad.
R. Cottin et al. (1997) retient Citrus miaray Wester.

## Histoire
Wester le décrit ainsi en 1921 (dans Les plantes comestibles des Iles Carolines): Petit arbre, avec des branches minces et saules et peu d'épines, les jeunes pousses tomenteuses. Les fruits sont produits à l'aisselle des feuilles et sont un peu plus gros qu'un citron vert, généralement un peu aplatis, acides et font une bonne limonade Trouvé uniquement à Bukidnon et Lanao. Un porte-greffe prometteur pour d'autres agrumes.
En 1918 International Review of The Science and Practice of Agriculture signale Le Miaray (C. miaray) comme un nouvel agrume des Philippines.
Il est introduit aux États-Unis par Wester depuis Manille en janvier 1930. En 1933 Tanaka le décrit comme une plante sauvage des Philippines.

## Description
Il a été trouvé dans les provinces de Bukidnon, Lanao et Misamis. Il a un aspect salicifolié pleureur (fines branches de saule tombantes) vert foncé. Le fruits ressemble à la lime «en apparence et en saveur». À l'ouest de Lanao, un miaray d'au moins 7,5 m de haut, a été trouvé dans la jungle à Lapak (province de Sulu) en 1929.

### Porte-greffe
C. miaray est sensible au CTV, mais a été testé comme porte-greffe de citron par W. P. Bitters à Lindcove Field Station (1972) avec des performances médiocres.

### Polyméthoxyflavones
Une série de composés originaux a été isolée du flavedo (2015) : tétraméthoxyflavone, tangérétine, heptaméthoxyflavone, nobilétine, hexaméthoxyflavone, 2 pentaméthylquercétines, triméthoxyflavone, tétraméthoxyflavone, limonène, les auteurs montrent un pouvoir bactéricide.

##### Agrumes des Philippines
- calamondin, kalpi (Citrus aurantiifolia ssp webberi )